# Foundations of Algebraic Geometry
Pour le livre de Grothendieck, voir Fondements de la géométrie algébrique.
Foundations of Algebraic Geometry est un livre en anglais de 1946 du mathématicien André Weil qui développe la géométrie algébrique sur des corps de caractéristique quelconque. En particulier, il traite complètement la théorie de l'intersection en définissant la multiplicité d'une intersection locale de deux sous-variétés.
Weil a été poussé à donner une théorie rigoureuse des correspondances sur les courbes algébriques de caractéristique positive, qu'il a utilisé dans sa démonstration de l'hypothèse de Riemann pour les courbes sur des corps finis.
Weil a introduit les variétés abstraites plutôt que les variétés projectives afin de pouvoir construire la jacobienne d'une courbe (on ne savait pas à l'époque que les jacobiennes sont toujours des variétés projectives.) C'était un certain temps avant que quelqu'un trouve des exemples de variétés complètement abstraites qui ne soient pas projectives.
Le livre de Weil représente une des nombreuses tentatives pour fournir des fondations satisfaisantes à la géométrie algébrique, qui ont toutes été remplacées par la théorie des schémas de Grothendieck.